# Даргом (река)
Даргом (осет. Даргъони дон) — река в России, протекает в Кабардино-Балкарской Республике и Республике Северная Осетия-Алания. Демонстрирует сравнительно редкое явления деления вод, перенося часть стока реки Хазнидон в реку Лескен.

## Описание
Длина реки — 19 км, площадь водосборного бассейна — 17,6 км².
Даргом образуется в результате бифуркации реки Хазнидон у села Ташлы-Тала (Кабардино-Балкарская Республика) на высоте примерно 1150 м. В верховьях течёт в восточном направлении с небольшим уклоном к северу. Доходя до границы Кабардино-Балкарии с Северной Осетией, поворачивает на северо-северо-восток и сохраняет такое направление до устья.
Протекает по западной окраине буково-грабового леса, где от реки отходит вправо рукав Большой Касалкун. Несколько ниже влево отходит рукав Хазна. В низовьях на берегах Даргома имеется несколько прудов с земляными плотинами, на левом берегу расположен сад.
Устье реки находится на 39 км по правому берегу реки Лескен, близ одноимённого села, его высота составляет около 680 м. Непосредственно перед впадением пересекает автодорогу Р-295.

## Данные водного реестра
По данным государственного водного реестра России относится к Западно-Каспийскому бассейновому округу, водохозяйственный участок реки — Терек от впадения реки Урух до впадения реки Малка. Речной бассейн реки — Реки бассейна Каспийского моря междуречья Терека и Волги.
Код объекта в государственном водном реестре — 07020000412108200003969.